# جزیره پنهان
جزیره پنهان یکی از جزایر دریاچه ارومیه است.
این جزیره در جنوب شرقی دریاچه و در فاصله کمی از ساحل واقع شده‌است.